# Richard Wiseman
Richard Wiseman es un investigador británico y profesor del Entendimiento Público de la Psicología en la Universidad de Hertfordshire en el Reino Unido. Sus investigaciones han sido publicadas en las principales revistas académicas, con un columnista del Scientic America calificándolo como "el psicólogo experimental más interesante e innovador del mundo de hoy". Ha escrito varios superventas populares de psicología que han sido traducidos a 30 idiomas. Ha dado varios discursos de apertura para la Real Sociedad, el Foro Económico Suizo, Google y Amazon.

## Primeros años
Richard Wiseman nació en Londres pero fue criado en Luton. Siendo su madre una costurera y su padre ingeniero, aprendió el oficio de mago adolescente con las multitudes de Covent Garden.

Como muchos magos yo me metí en la magia bastante joven. Es como cuando abres un libro en la biblioteca y dices "esto es para mi". Eso me sucedió como a los 8 años.
Richard Wiseman, entrevista en The Scotsman

Se unió a la sociedad de magia local y se graduó al Círculo Mágico de Londres, donde fue el miembro más joven. A sus 18 continuaba siendo un artista callejero y asistía a la University College de Londres a estudiar psicología, en gran parte porque "estaba a la vuelta de la esquina". En sus años como artista callejero aprendió como adaptarte o salirte de lo que estás haciendo porque "a veces empezarías tu acto y después de 5 minutos no habría audiencia". Dejó su carrera como mago, 3 años más tarde, después de una mala racha en el Castillo Mágico en Los Ángeles y de ser robada su bolsa en Times Square, en Nueva York. Wiseman se dio cuenta de que no era una vida glamorosa y se regresó al Reino Unido. Se mudó a Edimburgo donde obtuvo su doctorado en psicología por la Universidad de Edimburgo. De ahí se fue a la Universidad de Hertfordshire volviéndose el primer profesor británico en el Entendimiento Público de la Psicología.
En sus primeros años en la universidad de Hertfordshire, Wiseman trabajó con Simon Singh en un segmento para la BBC sobre mentiras para la semana nacional de la ciencia. Este segmento abarcó televisión, radio y medio impreso y destacó a "un político haciendo una declaración y dejar al público votar si pensaban que esta figura les decía la verdad en cada uno de estos medios". Es fue la primera vez que Wiseman y Singh se conocieron. Desde el principio ambos se entendieron bien y con una idea de Singh, crearon un programa llamado teatro de la ciencia. El fin de este programa fue presentar la ciencia al público de una manera entretenida. Wiseman describe un truco que implicaba estar parado en una jaula entre dos bobinas de Tesla, mientras los rayos golpeaban la jaula. Wiseman escribió The Luck Factor en parte por Singh. Con el éxito del libro de Singh, El último teorema de Fermat, Singh le presentó su agente a Wiseman y lo alentó escribir un libro similar en el área de la psicología, que llevó a The Luck Factor.

## Enseñanzas
Wiseman en un profesor en psicología pública en la universidad de Hertfordshire que divide su tiempo entre Londres y Edimburgo. Es un escéptico que no cree en la percepción extrasensorial o el rezo, ya que estas son o pseudociencias o mitos religiosos. Como ex mago, está pasmado que haya personas que se dejen engañar por sesiones de médiums en cuartos obscuros donde cualquier maña está disponible.

## Investigación psicológica
Wiseman es conocido por su examen crítico y frecuente desacreditación de fenómenos inusuales, incluyendo reportes de fenómenos paranormales como por ejemplo también de la hipótesis de que los campos electromagnéticos generan alucinaciones de fantasmas. Es miembro del comité para investigación escéptica (CSI por sus siglas en inglés).
Su investigación ha sido publicada en varias revistas académicas, ha ido a varias conferencias y ha presentado en televisión.
En el año 2004, fue parte en una prueba preliminar de Natalia Diómkina, una joven rusa que pretende tener una visión especial que le permite ver dentro de los cuerpos de personas y diagnosticar enfermedades. La prueba, cuya validez ha sido disputada por los seguidores de Diómkina fue presentada en el documental de Discovery Channel, La niña con los ojos de rayos X.
Wiseman ha estudiado los principios de la buena y mala suerte, publicando los resultados en el libro de autoayuda The Luck Factor. Demostró que la buena y mala suerte son resultado de hábitos medibles. Por ejemplo, personas suertudas, esperando buena suerte, pueden esforzarse más, resultando en más éxito, lo que refuerza su creencia de tener buena suerte. Las personas suertudas son extravertidas y observadoras y por lo tanto tienen más encuentros azarosos que personas con mala suerte, lo que les da más oportunidad de tener suerte. Más aún, las personas suertudas tienden a ver más el lado bueno de los encuentros 'malos'. En un ejercicio mental describiendo ser disparado durante un robo de banco, las personas suertudas se consideran suertudas por no ser matadas, mientras las personas con mala suerte se consideran con mala suerte por recibir el disparo.

## Premios
- CSICOP Public Education In Science Award (2000)
- Britain's first Professorship in the Public Understanding of Psychology (2002)
- Joseph Lister Award For Social Science (2002)
- NESTA DreamTime Fellowship (2004)

## Libros
- Guidelines for Testing Psychic Claimants (1995)
- Guidelines for Extrasensory Perception Research (1997)
- Deception and self-deception: Investigating Psychics (1997)
- Magic in Theory: an introduction to the theoretical and psychological elements of conjuring (1999)
- Laughlab: The Scientific Search For The World's Funniest Joke (2002)
- The Luck Factor (2003)

Nadie nace con suerte
- Did you spot the gorilla? How to recognise hidden opportunities in your life (2004)
- Parapsychology (2005)
- Quirkology (2007)

Rarología